# Anđelka Atanasković
Anđelka Atanasković, cyr. Анђелка Атанасковић (ur. 1958 w Trsteniku) – serbska polityk, inżynier i menedżer, w latach 2020–2022 minister gospodarki.

## Życiorys
Absolwentka Uniwersytetu w Belgradzie, w 1982 ukończyła studia na wydziale inżynierii mechanicznej z siedzibą w Kraljevie. Podjęła pracę w przedsiębiorstwie „Prva petoletka – namenska” (PPT Namenska), działającym w sektorze zbrojeniowym, lotniczym i maszynowym. Stopniowo awansowała, pełniła w nim funkcję dyrektora do spraw kontroli. W 2014 powołana na dyrektora generalnego tego przedsiębiorstwa. Jako menedżer wyróżniana m.in. przez krajową i regionalne izby handlowe.
Zaangażowała się także w działalność polityczną. Była związana z Serbską Partią Radykalną, w 2008 wstąpiła do Serbskiej Partii Postępowej. W 2016 została radną swojej rodzinnej miejscowości. W październiku 2020 dołączyła do nowo powołanego drugiego rządu Any Brnabić, stając w nim na czele ministerstwa gospodarki. Funkcję tę pełniła do października 2022.